# Diamantdraht
Diamantdraht ist ein Stahl-Draht, der mit Diamanten ummantelt ist. Die Diamanten sind mithilfe einer Nickelschicht an den Draht gebunden. Die Durchmesser von Diamantdraht liegen am häufigsten bei 0,05 mm bis 1 mm. Es handelt sich um ein flexibles Schleifwerkzeug. Diamantdrahtsägen verwenden Diamantdraht, um besonders sprödharte Werkstoffe und sehr harte Werkstoffe, wie z. B. Saphir, zu trennen. Der Einsatzbereich ist insgesamt sehr vielfältig und reicht auch bis zu Gummi-Verbundteilen. Diamantdraht wird auf Spulen aufgewickelt oder als Schlaufe verseilt oder geschweißt (Endlosdraht) hergestellt.
Es gibt Diamantdraht sowohl zum Sägen von Werkstücken als auch Diamantdraht, welcher beispielsweise in Steinbrüchen zur Abtragung von Granit verwendet wird. Hierbei werden Seile verwendet, die meist aufgeschobene Hülsen haben, welche mit Diamant beschichtet sind. Diese Form des Diamantdrahts wird in diesem Artikel nicht behandelt.

## Ausführungen des Diamantdrahts
Der Kerndurchmesser des Drahtes ist entscheidend dafür, ob der Draht beim Diamantdrahtsägen eher eine hohe Spannkraft und Abtragsleistung (großer Kerndurchmesser) oder eine hohe Präzision im Schnitt (kleiner Kerndurchmesser) hat. Daher existiert Diamantdraht in verschiedenen Ausführungen. Bei größeren Durchmessern wird für die Herstellung des Diamantdrahts Edelstahl aufgrund seiner höheren Dauerbiegewechselfestigkeit verwendet. Bei kleineren Durchmessern, bei dem es auf die Zugfestigkeit des Diamantdrahtes ankommt, wird Werkzeugstahl verwendet.

## Herstellungsverfahren
Diamantdraht kann auf verschiedene Weise hergestellt werden.

### Mechanische Beschichtung
Bei der mechanischen Beschichtung werden die Diamanten in den Draht eingewalzt oder eingedrückt. Naturgemäß erzeugt man damit eine sehr geringe Beschichtungsdichte und eine schlechte Einbettung/Haftung auf dem Draht.

### Kunstharzbeschichtung
Bei der Kunststoff-Diamant-Beschichtung wird der Draht mit Kunstharz beschichtet, in dem Diamanten eingerührt wurden.

### Nickel-Diamant-Beschichtung
Nickel-Diamant-Beschichtungen können mithilfe des Batch- oder des Durchlaufverfahrens hergestellt werden.
Beim Batchverfahren wird der Draht nacheinander in verschiedene Bäder eingebracht. Hier werden unbeschichtete Diamanten benutzt. Mithilfe einer Vorrichtung wird der Draht von einem Bad ins nächste Bad transportiert und eingetaucht. Hierbei bildet sich eine Nickel-Diamant-Beschichtung an dem Draht. Nachteil beim Batchverfahren ist, das hierbei die Länge des Drahtes begrenzt ist.
Große Mengen an Diamantdraht werden heute ausschließlich im Durchlaufverfahren beschichtet. Hierbei wird der Draht in einer Durchlaufanlage von einer Spule abgewickelt, durch alle Bäder gezogen und am Ende auf einer anderen Spule aufgewickelt. Dazu werden üblicherweise mit Nickel beschichtete Diamanten eingesetzt, die im Bad in Schwebe gehalten werden, der Prozess läuft so schneller ab. Die „übernickelten“ Diamantspitzen werden anschließend durch einen Schärf-Prozess freigelegt.
Für die Nickel-Diamant-Beschichtung kann chemischer Nickel verwendet werden. Der Beschichtungsprozess dauert jedoch sehr lange, weshalb dies nur in einem Batch-Verfahren möglich ist. Die Beschichtung mit chemischem Nickel ist sehr hart und daher ist der Draht nicht so dauerbiegefest. Aus diesem Grund wird heutzutage galvanischer Nickel als Standardbeschichtung verwendet. Dieser kann sowohl im Batch- als auch im Durchlaufverfahren eingesetzt werden.